# Vrhbosna
Vrhbosna – kraina historyczna w Bośni i Hercegowinie.
W średniowieczu stanowiła żupę w środkowej Bośni, leżącą w dolinie rzeki Miljacki i Kotlinie Sarajewskiej. Jej siedzibą była twierdza Hodidjed, leżąca na wschód od współczesnego Sarajewa.
Pierwsza historyczna wzmianka pochodzi z 1244 roku.